# Eucratoscelus constrictus
Eucratoscelus constrictus là một loài nhện trong họ Theraphosidae.
Loài này thuộc chi Eucratoscelus. Eucratoscelus constrictus được miêu tả năm 1873 bởi Gerstäcker.